# Paso de Jama
Pour les articles homonymes, voir Paso.
Le Paso de Jama est un col andin reliant la ville de San Pedro de Atacama (région d'Antofagasta, province d'El Loa) au Chili à la province de Jujuy en Argentine. En quittant San Pedro de Atacama prendre et suivre la route n° 27, la frontière se trouve 10 km après le col à 4 280 m d'altitude. Ensuite la route n° 52 conduit à San Salvador de Jujuy en Argentine. La route est entièrement goudronnée et en bon état. Les formalités douanières et de police chilienne se font à San Pedro de Atacama (150 km), le poste frontière argentin se trouve à 5 km de la frontière.
Ce passage transfrontalier inauguré en 1991 est le deuxième point de passage le plus fréquenté entre le Chili et l'Argentine, après le Paso de Cristo Redentor (Los Libertadores).